# بشير يوسف فرنسيس
بشير يوسف فرنسيس (1909 - 1994م) باحث ومؤرخ ومترجم عراقي، أحد رواد المدرسة الآثارية العراقية، مع طه باقر، وفؤاد سفر، ومحمد علي مصطفى، وغيرهم. ولد في الموصل عام 1909م، ودرس في مدارسها الابتدائية، والثانوية، تخرج من دار المعلمين العالية عام 1931م،
 وعين مدرسا لمادة التاريخ حتى جاء عام 1938م فأمر وزير المعارف وبتدخل من ساطع الحصري بنقله من التعليم إلى الآثار.

## السيرة
نشأ بشير يوسف فرنسيس، نشأةً أدبية ثقافية واعية، في بيت يأمه العلم والأدب، فوالده كان من أعلام الموصل ومثقفيها حيث انه درس الدين واللغة العربية في مدرسة أهلية، وتعلم الفرنسية في مدرسة الآباء الدمينيكان وتدرب في مطبعتها، على طرق الطباعة، ولمهارته تم تعيينه للعمل في مطبعة الولاية، وومطبعة الآداب وهما من أولى مطابع بغداد في العهد العثماني، بعدها أُنتدب للعمل لإدارة مطبعة الزوراء في بغداد، فيصحبه معه أغلب الأوقات، فكان بشير يطلع على مايطبع فيها، وشرع يتمرن في فنون التصحيح والطباعة، فأحبه الجميع واخذوا ينشرون بعض مقالاته في صحفهم، ولقى تشجيعا خاصا من فهمي المدرس، ومن إبراهيم صالح شكر، وعبد الحسين الأزري، وغيرهم.
وكان لوالدة بشير أيضا تأثير خاص في مسيرته الثقافية. فكان ذووها قد ادخلوها المدرسة لتتعلم الفرنسية وآدابها. فأجادت فيها وعلموها كذلك التأريخ والجغرافية ومختلف العلوم الأخرى. وهي بدورها حاولت أن تنقلها إلى إبنها بشير، فكان تأثيرها لايقل عن تأثير والده. إلا إنها توفيت بعد الحرب العالمية الأولى، وكانت ما تزال في ريعان شبابها، تاركة حزناً عميقاً في نفسية بشير الصغير. فبقى مرافقاً لوالده اينما ذهب، فصحبه معه حتى لحضور الندوات الأدبية التي تقام من قبل الجماعات الادبية التي انتمى اليها والده.ونتيجة لتنقلات أعمال والده، فقد درس في الموصل وبغداد، فاكمل دراسته في بغداد، وتخرج عام 1931م، من دار المعلمين العالية متخصصاً بتدريس مادة التاريخ القديم، حيث تلقى علومه في الدار، على يد أساتذة أعلام العراق، أمثال، العلامة الأب انستاس الكرملي، والاستاذ ناجي الأصيل، والأستاذ ساطع الحصري، وقد زامل عدداً من الأصدقاء منهم، طه باقر، ناجي معروف، بشير اللوس، فؤاد سفر، كوركيس عواد، ميخائيل عواد، حميد ألمطبعي، وجميعهم أحبوه وتعاونوا معه وأَطروا صفاته واخلاقه العالية، استمر بشير فرنسيس بتدريس التاريخ في دار المعلمين حتى عام 1938، حيث انتقل للعمل في مديرية الآثار.

## عمله في الآثار
بينما كان بشير جالساً في بيت ساطع الحصري، وفي يده كتاب من كتب المستشرق الإنكليزي غي لسترنج، يبحث عن بغداد في عهد الخلافة العباسية، فتصفحه الحصري، وإذا به يقول لبشير على حين غرة: يابشير هل لك رغبة في ان تعمل في مديرية الآثار؟ مفاجأة أثلجت صدر بشير، لكنه سكت، وترك الأمر للحصري، وهكذا ابتدأ عمل بشير بالآثار عام 1938م.
وفي عام 1941م، أصبح مفتشاً عاماً لمديرية اًلآثار، ومن خلال واجباته في تنقيب الأماكن الأثرية، استطاع استكشاف الكثير من المواقع والشواهد الآثارية والتأريخية، والمباني القديمة في تل حسونة، وإريدو، والحضر، وواسط، وتل حرمل، وعقرقوف، وسامراء، وجميع أنحاء العراق، ومن ابرز أعماله التنقيبية اكتشاف سور نينوى في الموصل وباب نرجال المزيَّن بالثيران المجنحة، وسجل في كل موضع مشاهداته ودراسته عنه في ملفات خاصة بدائرة الآثار، وكذلك نشر مقالاته وبحوثه في مجلة سومر التي صدر العدد الأول منها في كانون الثاني عام 1945م، وقد توصل من خلال هذا العمل إلى إن العراق مهد الحضارة، فيه نبتت وفيها تطور وبلغ أوج رقيه، في العهدين القديم والعباسي.
كان بشير فرنسيس رائداً في حقل الآثار، ليس في فك ألغاز الكتابات السومرية، بل في تنظيم حركة التنقيب، والتحكم بزمن الأثر العراقي. وما أكثر ماتعرض في تنقيباته وأسفاره العديدة لأخطار جسيمة، نجا منها بقدرة اللّه، ولكنه واصل مساعيه في المناطق الشمالية الوعرة وفي المناطق الجنوبية الخطرة. واستطاع بلباقته ان يتعامل مع أجانب عديدين قاموا باعمال في حقول الآثار العراقية، من أمثال، المس بيل سكرتيرة الحاكم العسكري البريطاني العام، والمستر سدني سميث، ويوردان الألماني. ولم يتردد في الدفاع عن الآثار العراقية أمام القضاء وملاحقة المتجاوزين والمهربين لهذه الآثار.

## الأُسرة
كان بشير متزوجاً من أمرأة تحب العلم وتعشق كتابة الخواطر، وقد درَّسَّت أجيالاً من الأطفال، وأنجبت لبشير ثلاثة أبناء وبنتاً واحدة، وقد تزوج الابن الأول وله ولدان، وأكمل دراسته العليا في انكلترا ونال شهادة الدكتوراه في المحاسبة. والأبن الثاني متزوج أيضاً وله ثلاث بنات، وقد حصل على الماجستير في العلوم المالية من انكلترا، وكان الأبن الثالث مهندسا إلا أن المنية وافته ولمّا يبلغ الثلاثين من سنه. والابنة الوحيدة وأسمها جنان، قد تخرجت من كلية الهندسة، وكانت موظفة بدرجة خبير، وهي الآن متقاعدة، واليها يعود الفضل في جمع وتنظيم وتنضيد ماتركه والدها من الاوراق الكثيرة والنفيسة، التي تتناول تأريخ البلاد وآثارها.

## وفاته
توفي بشير يوسف فرنسيس عام 1994م، عن عمر ناهز 85 عاما بعد ان ترك العديد من المؤلفات المنشورة في مجالي التأريخ والآثار.

## مؤلفاته
- دروس في التاريخ (1938).
- ملحمة كلكامش والطوفان (1950).
- نُبَذ تاريخية في اصول أسماء الأمكنة العراقية (1952).
- بغداد تاريخها وآثارها (1959).
- موسوعة المدن والمواقع في العراق (جزءان).
- عقائد سكان العراق القدماء في العالم الآخر.[17]

## كتب ترجمها
- بغداد في عهد الخلافة العباسية، غي لسترنج (1936).
- بلدان الخلافة الإسلامية، غي لسترنج (1954).
- الرافدان، سيتون لويد (1948).
- العراق في القرن السابع عشر كما رآه الرحالة تافرنييه (1944).
- بغداد والقسطنطينية، ستيفن رانسيمن.[18]

## المؤتمرات
- مؤتمر الآثار الأول في دمشق.
- مؤتمر الفيلسوف ابن سينا في بداية الخمسينات.

## الأوسمة
تقديراً لجهوده المبذولة في حقل الآثار حصل على عدة اوسمة من الجهات التالية:
- وزارة المعارف العراقية.
- جامعة الدول العربية.[19]